# Christine Goitschel
Christine Béranger-Goitschel, född 9 juni 1944 i Sallanches, är en fransk tidigare alpin skidåkerska. Hon är storasyster till Marielle Goitschel och faster till Philippe Goitschel.
Efter framgångarna på olympiska vinterspelen 1964, blev hon och hennes syster Marielle ansedda som världens bästa kvinnliga skidåkare. Under tävlingarna tog hon guld i storslalom (före systern) och silver i slalom (efter systern). Dock skadade Christine sin vrist 1966, och lade skidutrustningen på hyllan efter olympiska vinterspelen 1968 i Grenoble, Frankrike.
Hon gifte sig med tränaren Jean Béranger 1966. 1970 öppnade hon och hennes make vintersportorten Val Thorens.

## Resultsat och medaljer

### Olympiska vinterspelen
- 1964 i Innsbruck (Österrike)
  - Guldmedalj i slalom
  - Silvermedalj i storslalom

### Världscupen
- Rankade 10:a (1967)

### Övrigt
- Fransk mästarinna i slalom 1962 och 1964
- Fransk mästarinna i storslalom 1963